# Cedar Creek
Pour les articles homonymes, voir Cedar Creek (homonymie).
Cedar Creek est un ruisseau américain dans le comté de Richland, en Caroline du Sud. Il se jette dans la Congaree après avoir traversé le parc national de Congaree.